# Фотографическая широта
Фотографи́ческая широта́ — предельный диапазон яркостей, которые фотоматериал способен воспроизводить без искажений.
Фотографическая широта считается одной из важнейших сенситометрических характеристик фотоматериала и количественно выражается в виде интервала логарифмов экспозиций, в пределах которого обеспечивается пропорциональная передача яркостей объекта съёмки без изменения контраста. Применительно к электронным способам регистрации изображений та же характеристика носит название динамический диапазон и описывает возможности вакуумных передающих трубок или полупроводниковых фотоматриц. В этом случае широта измеряется в децибелах, выражающих диапазон между мощностью сигнала, соответствующего самым тёмным и самым светлым участкам изображения. В цифровой фотографии широта количественно выражается в экспозиционных ступенях.

## Ограничения
Фотографическая широта в химической фотографии ограничивается максимальной оптической плотностью {\displaystyle D_{max}}, которую способен обеспечить фотоматериал, и уровнем вуали {\displaystyle D_{0}}, ниже которого изменения плотности не зависят от полученной экспозиции. Математически фотографическая широта может быть описана выражением:
{\displaystyle L=\lg \left({\frac {H_{2}}{H_{1}}}\right)=\lg H_{2}-\lg H_{1},}
где {\displaystyle L} — фотографическая широта,
{\displaystyle H} — экспозиция.
Точки 1 и 2 соответствуют концам прямолинейного участка характеристической кривой, ограничивающим область правильных экспозиций. За пределами этого отрезка кривая изгибается, снижая контраст изображения. Это приводит к искажениям при отображении полутонов объекта съёмки и снижению качества изображения. Поэтому фотографическая широта всегда меньше полного интервала экспозиций {\displaystyle L_{max},} охватывающего отрезок между минимальной и максимальной оптическими плотностями фотоматериала. 
В практической фотографии фотографическая широта определяет возможность получения качественного снимка сюжетов с большим диапазоном яркостей, когда остаются различимы детали как в самых ярких света́х, так и в глубоких тенях. Кроме качества изображения от широты зависит величина погрешности, допустимой при определении экспозиции. Поэтому при производстве негативных фотоматериалов (как чёрно-белых, так и цветных) в них закладывается максимально возможная фотографическая широта, которая может достигать значения 2,0. Широта чёрно-белых негативных фото- и киноплёнок допускает ошибки до 4 ступеней экспозиции: 3 в области передержек, и 1 в сторону недодержки. Цветные негативные плёнки в силу сложного строения и чувствительности к нарушениям цветового баланса допускают лишь 1 ступень передержки экспозиции. За счёт большой широты негативных плёнок при оптической печати возможна проработка деталей отдельных участков снимка путём их затенения или дополнительной «пропечатки» с помощью масок.
Большой широтой также обладают фотокиноплёнки для контратипирования, чтобы сохранить как можно больше деталей при многоступенчатом копировании. Позитивные фотоматериалы при высоком контрасте напротив, обладают ограниченной широтой, практически не допуская ошибок экспонирования. Аналогичной чувствительностью к ошибкам обладают обращаемые фотоматериалы, фотографическая широта которых меньше, чем у негативных.

## Особенности цифровой фотографии
Главным отличием электронных способов преобразования света от химического считаются разные возможности отображения светлых и тёмных участков изображения. Если в аналоговой фотографии в случае экспозиционных ошибок главная опасность заключается в получении «пустых» теней негатива при недодержке, то в цифровой фотографии следует опасаться так называемых «пробитых» светов (клиппинга) из-за передержки. Причина кроется в «эффекте насыщения» полупроводниковых фотоприёмных матриц, когда любое увеличение экспозиции не приводит к изменению выходного сигнала. Учитывая аналогичное фотографической вуали ограничение по шумам, затрудняющее регистрацию полутонов в области теней, фотографическая широта цифровых фотоаппаратов в большинстве случаев меньше, чем цветных, и тем более чёрно-белых негативных плёнок, но сопоставима с фотографической широтой цветного слайда.
Дополнительным ограничителем выступают свойства аналогово-цифровых преобразователей, ограничивающих число уровней квантования яркости, отображаемых по каждому из цветовых каналов. Файлы формата JPEG, получаемые на выходе любого цифрового фотоаппарата, ограничены самим стандартом формата, не допускающим глубину цвета, отличную от 8-битного, при этом максимальное количество отображаемых полутонов не превышает {\displaystyle 2^{8}=256} по каждому из трёх цветоделённых каналов. В фотоаппаратах профессионального и полупрофессионального классов используются более совершенные АЦП, кодирующие файлы в формате RAW по 12- и даже 14-битному алгоритму. В этом случае регистрируется значительно больше полутонов, в последнем случае - {\displaystyle 2^{14}=16384} полутонов в каждом из цветовых каналов. Поэтому при конвертации этих файлов на внешнем компьютере в формат файла JPEG есть возможность отобразить в конечном 8-битном формате JPEG участки снимка, лишённые деталей при автоматической внутрикамерной конвертации.

## Увеличение фотографической широты
Недостаточную фотографическую широту также можно искусственно увеличивать с помощью специальных технологий. Наиболее широкую известность получил процесс под названием HDR.

### Технология HDR
Получение изображений объектов большего диапазона яркостей, чем фотографическая широта конкретного светочувствительного материала, возможно путём многократной съёмки объекта с разными значениями экспозиции. Полученные таким способом изображения отображают разные участки шкалы яркостей, захватывая, кроме средних полутонов, глубокие тени и яркие света́. В фотолюбительской практике для такой съёмки применяется термин эксповилка, или «брекетинг» — калька с соответствующего английского термина англ. bracketing. После получения двух и более снимков, сделанных в одних и тех же условиях с разной экспозицией, эти снимки объединяются в один общий, отображающий всю необходимую шкалу полутонов. В некоторых цифровых фотоаппаратах и даже камерафонах этот процесс может выполняться автоматически самой камерой.
Недостаток технологии заключается в её непригодности для съёмки движущихся объектов.

### Матрицы SuperCCD
В этих матрицах для увеличения фотографической широты используется наличие на одной и той же матрице элементов различной площади и различной эффективной светочувствительности. Передача низких уровней яркости обеспечивается элементами большой чувствительности, а высоких яркостей — низкой.

### SIMD-матрица
Цифровая SIMD-матрица (сокр. от англ. Single Instruction, Multiple Data) находит  применение в камерах видеонаблюдения. В таких матрицах доступна настройка оптимального времени считывания для каждого пикселя в зависимости от уровня освещенности в данном участке кадра. Для этих технологий в данный момент применяется термин «Широкий динамический диапазон» (англ. Wide Dynamic Range)..